# 狄湛
狄湛（—564年），字安宗，冯翊郡高陆县（今陕西省西安市高陵区）人，北魏、東魏、北齊官員，唐代宰相狄仁杰的高祖。

## 生平
虚龄十八岁时，狄湛以散骑侍郎为起家官，很快加给事中。永熙三年（534年），魏孝武帝西迁关中，狄湛也跟着魏孝武帝到了咸阳，之后与建州刺史王保贵骑马逃回关东归附东魏。高欢赞赏狄湛的忠贞和节操，当即任命狄湛为东雍州刺史，安定抚慰边境百姓，狄湛在边境的声威和恩泽很大。元象元年（538年），狄湛出任都督。兴和三年（541年），狄湛出任永安镇将。武定六年（548年），狄湛出任侍官正都督。武定八年（550年），狄湛加平西将军，封临邑子。天保三年（552年），狄湛出任安西将军，封朱阳县开国子。天保六年（555年），狄湛出任原仇领民副都督。天保七年（556年），狄湛出任直荡正都督，食干阳城县。天保十年（559年），狄湛出任白马领民都督。乾明元年（560年），狄湛出任假节、都督泾州诸军事、泾州刺史。皇建元年（560年），狄湛加车骑将军，其余官职如故。河清三年（564年），狄湛去世，虚岁六十多，河清三年十二月十九日（565年2月5日）葬于晋阳城东北三十里。

## 墓地和墓志
2000年7月，狄湛墓志出土于山西省太原市迎泽区王家峰村。

## 家庭

### 曾祖
- 狄某，宁朔将军、略阳郡赵平郡二郡太守，又除使持节、都督、镇西将军、领东羌校尉、驾部尚书、秦泾二州刺史、略阳公[2]

### 祖父
- 狄某，使持节、镇西将军、召补兰台给事中丞、秦州刺史、司空公、略阳公、谥号康王[2]

### 父亲
- 狄恭，大将军府行参军、秦州府主簿[2][3]